# یواس‌اس جارت (اف‌اف‌جی-۳۳)
یواس‌اس جارت (اف‌اف‌جی-۳۳) (به انگلیسی: USS Jarrett (FFG-33)) یک کشتی بود که طول آن ۴۵۳ فوت (۱۳۸ متر), در کل بود. این کشتی در سال ۱۹۸۱ ساخته شد.